# Frannie (Wyoming)
Frannie é uma cidade  localizada no estado norte-americano de Wyoming, no Condado de Big Horn e Condado de Park.

## Demografia
Segundo o censo norte-americano de 2000, a sua população era de 209 habitantes.
Em 2006, foi estimada uma população de 211, um aumento de 2 (1.0%).

## Geografia
De acordo com o United States Census Bureau tem uma área de
1,1 km², dos quais 1,1 km² cobertos por terra e 0,0 km² cobertos por água. Frannie localiza-se a aproximadamente 1285 m acima do nível do mar.

## Localidades na vizinhança
O diagrama seguinte representa as localidades num raio de 44 km ao redor de Frannie.